# Łowczyk różoworzytny
Łowczyk różoworzytny, łowiec różoworzytny (Todiramphus  leucopygius) – gatunek średniej wielkości ptaka z rodziny zimorodkowatych (Alcedinidae). Jest endemitem archipelagu Wysp Salomona, administracyjnie należącego do państwa Wyspy Salomona oraz Papui-Nowej Gwinei. W Czerwonej księdze gatunków zagrożonych IUCN klasyfikowany jest jako gatunek najmniejszej troski (LC, Least Concern).

## Systematyka
Pierwszego naukowego opisu gatunku dokonał francuski zoolog Jules Verreaux, nadając mu nazwę Cyanalcyon leucopygius. Opis ukazał się w 1858 roku w Revue et Magasin de Zoologie Pure et Appliquée. Autor jako miejsce typowe wskazał Wyspy Salomona. Obecnie gatunek zaliczany jest do rodzaju Todiramphus. Nie wyróżnia się podgatunków. Zwyczajowo łowczyk różoworzytny razem z następującymi gatunkami: łowczyk molucki, łowczyk białogrzbiety, łowczyk leśny, łowczyk lazurowy i łowczyk białoszyi tworzy grupę gatunków.

### Etymologia
- Todiramphus: rodzaj Todus Brisson, 1760 (płaskodziobek); gr. ῥαμφος rhamphos „dziób”[12].
- leucopygius: gr. λευκος leukos – „biały”, gr. -πυγιος -pugios „-zadkowy, -rzytny”[13].

## Morfologia
Średniej wielkości ptak o dużym, szerokim u nasady, czarnym dziobie, którego górna część jest nieco jaśniejsza. Nogi i stopy czarne. Tęczówki ciemnobrązowe. Występuje bardzo niewielki dymorfizm płciowy. U samców góra głowy ciemnoniebieska, poniżej czarna, dosyć szeroka maska obejmująca nasadę dzioba, policzki, okolice oczu, uszy, rozciąga się wokół głowy i zwężając z jej tyłu. Podgardle, gardło, szyja, kark, pierś, brzuch, boki ciała i plecy białe. Pokrywy podogonowe i kuper rude. Skrzydła ciemnoniebieskie, ogon dość krótki, także ciemnoniebieski. Samica podobna do samca, ale plecy ma ciemnofioletowo-niebieskie, nie białe. U osobników młodocianych płowożółty spód ciała oraz czarniawe prążki na piersi i szyi.
Długość ciała 21 cm, masa ciała: samce 35–52 g, samice 44–61 g.

## Zasięg występowania
Łowczyk różoworzytny występuje tylko na części wysp archipelagu Wysp Salomona – dwóch należących administracyjnie do Papui-Nowej Gwinei: Wyspa Bougainville’a i Buka, oraz należących do państwa Wyspy Salomona wyspach: Shortland, Choiseul, Santa Isabel, Florida Islands i Guadalcanal. Występuje na terenach położonych do wysokości 2000 m n.p.m. Jego zasięg występowania według szacunków organizacji BirdLife International obejmuje około 115 tys. km².

## Ekologia
Głównym habitatem łowczyka różoworzytnego są nizinne lasy tropikalne pierwotnego i wtórnego wzrostu oraz ich obrzeża. Występuje także w zagajnikach z drzewami z rodzaju rzewnia, zadrzewionych ogrodach i na obszarach z pojedynczymi drzewami. Jest gatunkiem osiadłym. Długość pokolenia jest określana na 4,8 roku. Dieta tego gatunku nie jest dobrze poznana, stwierdzono tylko spożywanie owadów i pająków. Zdobyczy wypatruje siedząc w ciszy w ocienionych miejscach, na terenach otwartych najczęściej na gałęziach drzew bądź drutach, ofiary atakuje głównie przy gruncie.

### Rozmnażanie
Nie ma wielu informacji na temat rozmnażania i gniazdowania. Wiadomo, że na Wyspie Bougainville’a okres lęgowy trwa od sierpnia do października. Gniazda wykuwa w nadrzewnych termitierach.

## Status
W Czerwonej księdze gatunków zagrożonych IUCN łowczyk różoworzytny jest klasyfikowany jako gatunek najmniejszej troski (LC, Least Concern). Liczebność populacji nie została oszacowana, ale ptak ten jest opisywany jako od rzadkiego po dosyć pospolity. Ze względu na brak dowodów na spadki liczebności bądź istotne zagrożenia dla gatunku BirdLife International ocenia trend liczebności populacji jako prawdopodobnie stabilny.

## W kulturze człowieka
Rysunek łowczyka różoworzytnego został umieszczony w 2004 roku na znaczku pocztowym Wysp Salomona z serii Bird Life Festival 2004.